# Синьяль-де-Ботранж
Синьяль-де-Ботранж (фр. Signal de Botrange) — высочайшая точка Бельгии высотой 694 метра над уровнем моря, расположенная в природном заповеднике High Fens в восточной части страны в провинции Льеж. В 1923 году на вершине Синьяль-де-Ботранж была построена башня Балтия высотой 6 метров, а в 1934 году была построена коммуникационная вышка высотой 24 метра, которая позволила подниматься на высоту 718 метров над уровнем моря. Через вершину проходит трасса N676 Рю-де-Ботранж.

## Физико-географическая характеристика

### Расположение
Синьяль-де-Ботранж расположена в восточной части Бельгии в провинции Льеж в 10 километрах на запад от границы с Германией. Вершина является легкодоступной, через неё проходит автотрасса N676 Рю-де-Ботранж. Вершина Синьяль-де-Ботранж с высотой 694 метра над уровнем моря является высшей точкой не только Бельгии, но и всего Бенилюкса. Синьяль-де-Ботранж входит в состав природного заповедника High Fens.

### Климат
Регион, в котором расположена вершина, подвержен влиянию более сильных ветров, чем остальная территория Бельгии. Средняя и минимальная температура воздуха в Синьяль-де-Ботранже обычно ниже, чем в любом другом месте Бельгии, хотя минимальная зарегистрированная температура на Синьяль-де-Ботранже (-25.6 °C) выше, чем абсолютный рекорд страны (-30.1 °C), который наблюдался в городе Рошфор. Зимой температура обычно не поднимается выше 0 °C. Максимальная температура летом редко превышает 30 °C.
Годовая норма осадков в Синьяль-де-Ботранже достигает 1450 мм, что выше, чем в большинстве остальных регионов Бельгии. Зимний период обычно длится около 130 дней. Количество дней с осадками может достигать 200 дней в году, снегопад может продолжаться до 35 дней в году. Максимальная толщина снежного покрова была зарегистрирована 9 февраля 1953 года — 115 мм.
В течение зимы Синьяль-де-Ботранж является местом проведения традиционных лыжных гонок.

## История
В 1923 году на вершине Синьяль-де-Ботранж была построена башня Балтия высотой 6 метров, а в 1934 году была построена коммуникационная вышка высотой 24 метра, которая позволила подниматься на высоту 718 метров над уровнем моря.
В течение нескольких десятилетий на вершине Синьяль-де-Ботранж была расположена метеорологическая станция. В 1999 году она была заменена на автоматическую станцию Королевского Метеорологического университета Бельгии, которую построили на соседней вершине Риги.